# Berberis mekongensis
Berberis mekongensis är en berberisväxtart som beskrevs av W W. Smith. Berberis mekongensis ingår i släktet berberisar, och familjen berberisväxter. Inga underarter finns listade i Catalogue of Life.